# アルテイル
アルテイルはデックスエンタテインメントが製作したオンラインカードゲームである。勘違いされがちだが、トレーディングカードゲームではない。FLASHで作られたオンラインゲームでダウンロードを必要としない。
リリース当時スマートフォンが普及しておらず、パソコンで遊べる本格的なオリジナルカードゲームは非常にめずらしく、TCGファンから人気を博した。
2004年 サービス開始
2006年11月1日 アルテイルネットのサービス開始
2018年8月6日 FLASH版アルテイルのサービス終了
2018年10月25日 スマートフォンアプリ「アルテイルNEO」として再始動
2019年11月29日 アルテイルNEOサービス終了
運営はデックスエンタテインメント→ 株式会社ゲームポット→株式会社GPコアエッジ（ゲームポット子会社）→株式会社コアエッジ（独立）と4社を渡り歩くことになる。

## 概要
- 月額基本料金無料としアイテム課金で2004年からサービスが開始された。
- 2007年9月現在では、会員数45万人を誇る。
- アルテイルで使用するカードをそのまま使えるゲームとしてラヴァートヒーローズ、アルテイル2がある。又、三つのゲームで用いられるカードの絵柄をミラージュマスター（神経衰弱）とナポレオンでも使用している。
- 上記の5つのゲームを同一IDで利用することが出来、カードゲームコミュニティとしてアルテイルネットがある。

## 特徴
- プレイヤーは神のカードを操る「使役者（イクサー）」となり、ライバルイクサー（対戦相手）とネットワーク上で対戦し、勝敗を競い合う。
- プレイヤーバトルを重視したオンラインカードゲームである。
- ラヴァートヒーローズはマジック:ザ・ギャザリングなどの多くのカードゲームで用いられている山札からカードを引いて手札に加えるデッキ制、アルテイルとアルテイルIIはあらかじめ全てのカードを手札として持っておくファイル制を用いている。
- ミラージュマスターを除く四つのゲームでは、レーティングポイントという数値で、イクサーの強さが示される。

## あらすじ
舞台は、ラヴァート。そこでは、呼ばれる神々が争いを繰り広げていた。ところが、その最中に異世界から突如バトラという名の侵略者が現われた。神々とラヴァートの覇権をかけた戦いが起きた。その中で神々はラヴァートに存在する英雄や生命をカードに宿し、そのカードを用いて戦う術を手に入れた。そして、神々はバトラに勝利したが、神としての力を使い果たし、戦う力を失ってしまった。そこで神々はいつか再び現れるバトラの侵略からラヴァートの世界を護る為、ラヴァートに存在していた英雄や生命の力を「カード」に封印して人々に授けた。そのカードを手に入れた人間は、『使役者』<イクサー>となり、自身の力を高める為、ライバル達と共に戦うのであった。

## カードの種類
カードは基本的に2種類で、直接戦闘などを行うユニットカードと、戦闘などのサポートをするグリモアカードがある。
ユニットカードの一部にネームドカードと呼ばれるものがありネームドカード限定の特殊なルールもある。
また、全てのカードには神族があり、リフェス・ローティア・ゴウエン・ファルカウの4種類に分けられる。
神族は色が違い、順に黄色・紫・赤・青であるが白・黒・赤・青と呼ばれることが多い。
アルテイル・アルテイルIIともに神族に対応した影響力を一定値上げないとカードを使用することができない。
また神族を複数持つカードもあり使用するには対応する2色の影響力を上げる必要がある。

## 事件・問題
壊れ商法問題
- 新しいエキスパンションやEXカードパックの発売時、または大規模なカード修正の際にゲーム環境を破壊するほどの「極端に強いカード」（以下、壊れカードと呼ぶ）が作り出されるようになった。それにより「壊れカード」をメインとしたファイルが氾濫、それ以外のほとんどのファイルで対抗が出来ない環境になってしまう。壊れカードを持たないとゲームにならない＝遊ぶために壊れカード入手が必須という販売の図式にユーザーからの不満が募った。

- そしてある程度時間が経った頃（2、3ヶ月後）に壊れカードの能力を「大幅に下方修正する」ということでゲーム環境を整えるものの、壊れカード購入を余儀なくされたユーザーたちにとって能力の大幅下方修正は歓迎できるものではないという問題が残った。

- また、上記のようなことが幾度となく繰り返されたため、ユーザーに販売されるカードの能力は一時的なものであるという認識を 運営への不信感と共に植え付けてしまった。

- このような販売方法を繰り返す理由は壊れカードの破格の能力でユーザーの購買意欲を煽ることで短期的に売上を伸ばすためという意図が考えられるが、利益のためにゲーム環境を顧みない運営への不信感から、ユーザー離れに繋がっている[要出典]。

- アルテイル目安箱の登場で壊れカードに関する意見をユーザーから得る場所ができたが、コメントに対する規制や意見を得た上での修正などにやや謎がある。そのためか目安箱ではなくカオス箱と呼ばれることも多い。

## 参加イラストレーター
| あ行 - 青井岳人 - アオガチョウ - 秋保ミイナ - あづみ冬留 - 天辰公瞭 - 伊藤サトシ - 宇井戸雨樋 - 榎本 - Mがんぢー - 長内佑介 か行 - 開田裕治 - カズフミ - カトラ - 河崎淳 - クロサワテツ - 騎羅 - 米谷尚展 - 駒田絹 さ行 - 里大樹 - 皇名月 - スタジオフェイク - 添田一平 | た行 - 鷹崎史弥 - 高梨かりた - タカヤマトシアキ - Tadashi - 田中ノエル - 種田和宏 - 塚本陽子 - 鶴見悠 - 寺田克也 - 竹浪秀行 - toi8 - 戸橋ことみ - 塗夢 - ドラジ な行 - 長崎祐子 - 長澤真 - 中村龍徳 - 那知上陽子 - 夏川ケンスケ - 七瀬葵 - 成庵 - NERO は行 - 隼優紀 - Hayato_ss - はやみあきら - 春乃壱 - 日暮央 - 土方悠 - 日野慎之助 - 廣岡政樹 - Hirokorin - 福嶋純一 - 藤川純一 - 藤原ひさし - ぽぽるちゃ - ホマ蔵 | ま行 - まさはる - 松本エイト - miogrobin - 壬めぐみ - 皆川史生 - 三橋馨 - 緑川美帆 - 碧風羽 や行 - 山下しゅんや - 山本ヤマト - 結川カズノ - 由利真珠郎 - 結城遼也 - Yocky - 芳住和之 - 米田仁士 - 米月かな ら～わ行 - 玲衣 - ワダアルコ |

## スタッフ

### ゲームマスター
- 立源寺（宮本貴志）
- クロスオーヴァー
- 御使いB
- 鬼切
- BeeBee
- GoTo店長

### その他スタッフ
- 弓士
- ラザート・バウセス
- 解説のフジノさん
- DJ-ONIGIRI

## コラボレーション

### コラボレーションカードがあるもの
- コルムオンライン
- DecoOnline
- 飛天online
- ディメンション・ゼロ
- 電撃OnlineGAMES
- 桃色大戦ぱいろん

## トレーディングカード
- 2007年6月、オフィシャルトレーディングカードの第1弾が発売された。